# Roberto Gavaldón
Roberto Gavaldón, né le 7 juin 1909 à Jiménez, Chihuahua et mort le 4 septembre 1986 à Mexico, est un acteur, réalisateur, scénariste et producteur de cinéma mexicain. Il a remporté trois Ariels d'or et la médaille Salvador-Toscano.

## Biographie
Natif de Ciudad Jiménez (Chihuahua), dans la région où s'est déclenché le mouvement insurrectionnel de 1910 de Pascual Orozco et Pancho Villa, Roberto Gavaldón est issu d'une famille de la classe moyenne, divisée par le conflit révolutionnaire.
Il souhaite devenir architecte ou ingénieur, et se rend, par conséquent, à Mexico. Là, il est introduit dans les cercles intellectuels et artistiques de la capitale. Toutefois, son esprit pragmatique le conduit à préférer les États-Unis, où les perspectives lui paraissent plus concrètes. Il exerce, dans ce pays, différents métiers et, bien qu'ayant vécu à Hollywood, il n'a aucun contact direct avec les milieux du cinéma. Là, il rencontre cependant deux futurs réalisateurs mexicains : Emilio Fernández et Chano Urueta. 
Rentré au Mexique, Gavaldón apprend les métiers du cinéma en travaillant dans les branches les plus diverses, depuis les simples figurations dans des films de Raphael J. Sevilla et Fernando de Fuentes, jusqu'aux métiers d'accessoiriste ou d'aide-monteur. Puis, il devient l'assistant des metteurs en scène les plus importants : Alejandro Galindo, Alberto Gout, Juan Orol (es) et Gabriel Soria notamment. 
Dès son premier long métrage, La barraca (1945), Gavaldón manifeste d'évidentes qualités techniques. Ce film, adapté d'un roman de Vicente Blasco Ibáñez, situé dans un milieu rural en Espagne et marqué par des connotations sociales, n'est pourtant guère le reflet de sa filmographie ultérieure. Il sera plutôt reconnu, par la suite, comme un maître du mélodrame. Dans les années 1940-50, il constitue un groupe de travail remarqué, avec le scénariste José Revueltas, le compositeur Rodolfo Halffter, le décorateur Gunther Gerszo et les directeurs de la photographie Gabriel Figueroa et Alex Phillips.
Selon Gustavo García, « les mélodrames de Gavaldón sont parfaits, spectaculaires, intenses et pleins d'humour. »
Si l'influence du meilleur cinéma américain imprègne son œuvre, on ne doit pas sous-estimer, pour autant, l'originalité et la dimension créatrice de Gavaldón. « Inutile d'invoquer on ne sait quelle "politique d'auteur" pour dire que certains éléments sont communs à tous ses films. Il ne s'agit pas d'éléments formels ni stylistiques, mais d'une façon propre de traiter genres et sujets, d'exprimer une conception personnelle et précise du monde et du Mexique qui l'entoure », écrit le réalisateur Ariel Zúñiga. Ce qui est exceptionnel, également, c'est le fait que ses meilleurs films reçoivent un accueil favorable, tant du public que de la critique. Outre La barraca, on peut citer, par exemple, La otra (1946), La diosa arrodillada (1947), En la palma de tu mano (Mains criminelles, 1951), Rosauro Castro (1950), El rebozo de Soledad (1952), Macario (1960) et El gallo de oro (1964).

## Thématiques
Pour Ariel Zúñiga, les thèmes récurrents dans l'œuvre de Roberto Gavaldón sont au nombre de trois : 

« le territoire perdu de l'enfance [...] ; une curiosité croissante pour le phénomène de l'altérité, soit comme manifestation du double ou du jumeau, soit comme quête d'une identité, attitude typique des nationalismes en formation ; enfin, une obsession pour la mort, problème individuel mais aussi élément de cette recherche de l'identité nationale [...]. »

Les films de Gavaldón trahissent donc des questionnements socio-politiques. Dirigeant syndical et député fédéral, il n'ignore rien des vicissitudes de l'Histoire. C'est ainsi qu'il connaît, pour ces raisons-là, la censure et une part supplémentaire de renommée. Comme La sombra del caudillo (1960) de Julio Bracho, Rosa Blanca (1961) fera l'objet d'une interdiction.

## Filmographie

### Comme réalisateur
- 1936 : Cielito lindo
- 1942 : Le Comte de Monte-Cristo (El conde de Montecristo)
- 1944 : Nana
- 1945 : Corazones de México
- 1945 : La barraca
- 1946 : El socio
- 1946 : Double Destinée (La otra)
- 1946 : Prisonniers du destin (Rayando el sol)
- 1947 : La Déesse agenouillée (La diosa arrodillada)
- 1947 : La vida íntima de Marco Antonio y Cleopatra
- 1948 : A la sombra del puente
- 1948 : Adventures of Casanova
- 1948 : Han matado a Tongolele
- 1950 : La Maison de l'amour perdu (La casa chica)
- 1950 : Rosauro Castro
- 1951 : Deseada
- 1951 : Mains criminelles (En la palma de tu mano)
- 1951 : Mi vida por la tuya
- 1952 : La nuit avance (La noche avanza)
- 1952 : Le Révolté de Santa Cruz (El rebozo de Soledad)
- 1952 : Terminal del Valle de México
- 1953 : Acuérdate de vivir
- 1953 : Las tres perfectas casadas
- 1953 : L'Enfant et le Brouillard (El niño y la niebla)
- 1954 : Passion sauvage (Camelia)
- 1954 : La Belle de Veracruz (Sombra verde)
- 1955 : De carne somos
- 1955 : Después de la tormenta
- 1955 : La Revanche de Pablito (The Littlest Outlaw)
- 1956 : Historia de un amor
- 1956 : La escondida
- 1956 : Viva revolución
- 1958 : Heraclio Bernal est là (Aquí está Heraclio Bernal)
- 1958 : La Rebelión de la sierra
- 1958 : La venganza de Heraclio Bernal
- 1958 : Miércoles de ceniza
- 1959 : Flor de mayo
- 1960 : El Siete de copas
- 1960 : Macario
- 1961 : Rosa blanca
- 1963 : Jours d'automne (Días de otoño)
- 1964 : Le Coq d'or (El gallo de oro)
- 1965 : Los Hijos que yo soñé
- 1967 : Rio Blanco
- 1970 : La Vida inútil de Pito Pérez
- 1970 : Las Figuras de arena
- 1972 : Doña Macabra
- 1973 : Don Quijote cabalga de nuevo
- 1974 : La madrastra
- 1977 : L'Homme aux champignons (El hombre de los hongos)
- 1977 : La playa vacía
- 1977 : Las cenizas del diputado
- 1979 : Cuando tejen las arañas

### Comme assistant-réalisateur
- 1934 : Chucho el Roto de Gabriel Soria
- 1934 : Viva Villa ! de Jack Conway
- 1937 : Adiós Nicanor de Rafael E. Portas
- 1937 : Ave sin rumbo de Robert Quigley
- 1942 : Las Cinco noches de Adán de Gilberto Martínez Solares
- 1944 : El Niño de las monjas de Mario del Río

### Comme scénariste
- 1943 : Cuando habla el corazón
- 1943 : Noche de ronda
- 1942 : El Conde de Montecristo
- 1944 : Nana
- 1946 : La Otra
- 1946 : Rayando el sol
- 1947 : La Diosa arrodillada
- 1948 : A la sombra del puente
- 1948 : Han matado a Tongolele
- 1950 : La Casa chica
- 1950 : Rosauro Castro
- 1951 : Deseada
- 1951 : Mains criminelles
- 1951 : Mi vida por la tuya
- 1952 : La Noche avanza
- 1952 : Le Révolté de Santa-Cruz
- 1953 : Acuérdate de vivir
- 1953 : Las tres perfectas casadas
- 1953 : L'Enfant et le Brouillard
- 1954 : Passion sauvage
- 1954 : Sombra verde
- 1955 : De carne somos
- 1955 : Después de la tormenta
- 1956 : Historia de un amor
- 1956 : La escondida
- 1958 : Aquí está Heraclio Bernal
- 1958 : Miércoles de ceniza
- 1960 : El Siete de copas
- 1960 : Macario
- 1961 : Rosa blanca
- 1964 : El Gallo de oro
- 1965 : Los Hijos que yo soñé
- 1970 : La Vida inútil de Pito Pérez
- 1970 : Las Figuras de arena
- 1972 : Doña Macabra
- 1977 : Las Cenizas del diputado
- 1980 : El Hombre de los hongos

### Comme producteur
- 1950 : Rosauro Castro
- 1970 : La Vida inútil de Pito Pérez
- 1972 : Doña Macabra
- 1973 : Don Quijote cabalga de nuevo

### Comme acteur
- 1933 : El Prisionero trece de Fernando de Fuentes
- 1934 : Almas encontradas de Raphael J. Sevilla
- 1934 : La Sangre manda de José Bohr et Raphael J. Sevilla
- 1936 : Cielito lindo de Robert Quigley
- 1972 : Doña Macabra de lui-même

### Distinctions
- 1946 : Ariel d'argent du meilleur réalisateur pour La barraca
- 1946 : Ariel d'or pour La barraca
- 1952 : Ariel d'argent du meilleur réalisateur pour En la palma de tu mano
- 1952 : Ariel d'or pour En la palma de tu mano
- 1954 : Ariel d'argent du meilleur réalisateur pour L'Enfant et le Brouillard
- 1954 : Ariel d'argent du meilleur scénario pour L'Enfant et le Brouillard
- 1954 : Ariel d'or pour L'Enfant et le Brouillard
- 1986 : Médaille Salvador-Toscano